# Ашмарина, Яна Станиславовна
Яна Станиславовна Ашмарина (15 июля 1963, Баку — 20 февраля 2015, Санкт-Петербург) — российская художница-иллюстратор, график, переводчица, редактор. Известна под коллективным псевдонимом Ян Юа и сольным Я. Кельтский.

## Биография
Родилась в Баку, дочь художника-карикатуриста Станислава Ашмарина (1937—2024). Окончила Свердловскую художественную школу. Первая публикация — иллюстрации к повести Виктора Жилина «День свершений» в журнале «Уральский следопыт» (1987).
Иллюстрировала книги братьев Стругацких, Андрея Лазарчука, Андрея Столярова, российские издания Урсулы Ле Гуин, Роджера Желязны, Роберта Джордана, Дж. Р. Р. Толкина и других авторов. Переводила произведения Роджера Желязны и Урсулы Ле Гуин, принимала участие в проектах «Люди в чёрном», «Секретные материалы», «Звёздные войны» (новеллизация фильмов).
Работала художницей в штате издательства «Terra Fantastica» Николая Ютанова. Сотрудничала с издательствами АСТ, Эксмо.
Участник семинара Бориса Стругацкого. Сотрудничала с журналом «Полдень. XXI век». Жила и работала в Санкт-Петербурге.
Скончалась 20 февраля 2015 года от рака.
Ашмарина подкупает искренностью, эмоциональностью, любовью к изображаемым персонажам — люди ли это, хоббиты, эльфы или гномы, а порой и трогательным простодушием. Работы Яны заслуживают многих похвал. Ашмарина использует самые разные приёмы и возможности книжной графики — рисует буквицы, создаёт красивый орнамент, размещает иллюстрации (сюжетные, пейзажные или портретные) на полях, на целой странице, на развороте, даёт возможность подробно рассмотреть почти каждого из главных персонажей, чьи выражения лица обязательно говорят что-то об их внутреннем мире.Алексей Копейкин

## Награды и призы
Лауреат премии «Странник» в номинации «художник, иллюстратор»:
- 1995 за иллюстрации к собранию сочинений Роберта Хайнлайна,
- 1997 за иллюстрации к декалогии Роджера Желязны «Янтарные хроники»,
- 1999 за иллюстрации к книгам Роберта Джордана из цикла «Колесо Времени»[7].

Лауреат премии «Интерпресскон» (1997, 2004) в номинации «художник, иллюстратор» за иллюстрации к книгам: «Королевская кровь» Далии Трускиновской, «Ведьмак» Анджея Сапковского, «Венценосный крэг» Ольги Ларионовой, «Путь обмана» Николая Ютанова.